# 砂かけ婆
砂かけ婆（すなかけばばあ）は、奈良県や兵庫県や滋賀県に伝わる妖怪。人に砂を振りかける妖怪といわれる。

## 概要
奈良県では、人が神社の側や人通りの少ない森の中を歩いていると、砂を振りかけて脅かすものとされる。
兵庫県西宮市では、ある松の木の上に砂かけ婆が出没し、砂をかける音が聞こえてきたものの、実際に砂が振りかかってくることはなかったという。兵庫県尼崎市の稲荷神社でも、夜に鳥居の下をくぐると上から砂をかけられるといわれ、また同市内の庄下川でも砂かけの怪異があったという。
民俗学者・柳田國男の著書『妖怪談義』に記述がある妖怪のひとつで、その話の出所は柳田の友人、沢田四郎作（さわたしろうさく）医学博士の『大和昔譚』である。同書には「おばけのうちにスナカケババといふものあり、人淋しき森のかげ、神社のかげを通れば、砂をバラバラふりかけておどろかすといふもの、その姿見たる人なし」とある。

## 容姿

境港市の水木しげるロードに設置された砂かけ婆のブロンズ像

誰も姿を見たことがないといわれ、古典の絵巻などにも描かれていないために姿形は不明とされるか、もしくは姿を持たない妖怪とされている。自分の醜さを嫌って姿を人前に現さないという説もある。
昭和・平成以降には、水木しげるによる漫画『ゲゲゲの鬼太郎』で鬼太郎と共に戦う正義の妖怪としての活躍により一躍、全国的に有名な妖怪となり、同漫画をはじめとする水木の妖怪画にある、和服の老婆姿が一般的なイメージとなっている。妖怪研究家・京極夏彦によれば、この妖怪画は佐渡島の郷土芸能・鬼太鼓の面がモデルとされる。
水木以外の昭和以降の妖怪関連の書籍の妖怪画でも、便宜上その名の通り老婆の姿で描かれることが多い。

## 正体
西宮市や尼崎市の砂かけ婆は、名前は「婆」でも実際にはタヌキの仕業とされる（砂を撒くタヌキの妖怪については類話を参照）。
滋賀県の草津市では、正体をタヌキではなく老婆とする例がある。
民族誌『草津のふるさと文化』の「砂ほりばばあ」項では、砂ほりばばあ（関西弁で砂を放る婆の意）といって、現在の追分町という地域にある竹薮の一角に婆が住み着き、そこを通る村人に砂を投げつけたという。そのため、子どもたちは「このやぶ通ったら、砂かけられる。砂ほりばばあがおるわいなぁ。」と竹藪の笹を千切っては投げ合いながら遊んでいたという。
一方、隣町の滋賀県の栗東市では、正体は「てんころ」という動物とする例がある。
民俗誌『栗東の民話』の「目川の砂ほりばばあ」項によれば、現在の目川の治田小学校にある竹やぶを、｢てんころやぶ｣と呼ばれていた。「てんころ」とは、タヌキとイタチのあいのこを指す動物で、その動物が住みついていたという。人が竹藪の近くを通りかかると、その動物がガサガサと音を出し、人を脅かすものとされる。そのあたりの人は「砂ほりばばあが住んでる」と恐れられているという。
また、滋賀県の東近江市八日市でも何者かが川から砂を投げつけ、砂に当たると足がたたなくなったり体調が悪くなったりしたというが、妖怪研究家・山口敏太郎は、奈良県ではで砂を雨に見立てた広瀬神社の「砂かけ祭り」という雨乞いの神事や、砂をかけ合って「砂かけ婆だ」と囃し立てる祭りのある地域もあることから、そのような神事や祭りが砂かけ婆の伝承に繋がった可能性を示唆している。
鳥が空を飛びながら体に付着した砂を落としたものが、こうした砂かけの怪異の正体だとする説もある。
名称の「婆」は老婆ではなく、汚物を意味する方言の「ババ」を由来とする説もある。

## 類話
砂かけ婆の正体をタヌキとする説と同様、小動物が人間に砂をかける怪異は、日本全国に例が見られる。
福岡県の民俗誌『筑紫野民譚集』によれば、福岡県久留米市でエノキの木の上からタヌキが通行人目がけて砂を撒き、さらにその人の前に垣を作り出して行く手を塞いだと記述がある。愛知県でもタヌキが人に砂をかけた話がある。
青森県津軽地方、新潟県佐渡郡でも砂撒き狸（すなまきだぬき）といって、同様にタヌキが夜道で砂をかけてくるという。千葉県の利根川流域でいう砂撒き狸は、体に砂をつけたタヌキが木に登り、人が通りかかると体を震わせて砂を撒く、または猫ほどの大きさの小動物が木に登り、通行人に砂を振りまくなどといわれた。新潟の佐渡島の妙照寺に住む老いた砂撒き狸は信心深く、佐渡に配流された順徳天皇のもとを子の忠子内親王が訪れる際、荒れた道に砂を撒いてならし清めたといわれ、砂撒きを見た人は忠子内親王が父に逢いに来た日だと知ったという。
徳島県板野郡撫養町小桑島字前組では砂ふらし（すなふらし）といい、タヌキが人に砂をかけることで方向感覚を狂わせて道を迷わせ、水辺に落としてしまうという。
新潟の民俗誌『越後三条南郷談』によれば、新潟県大面村（現・三条市）字矢田の翁坂では砂撒き鼬（すなまきいたち）といって、イタチが後ろ足で砂をかけ、また人の蝋燭の火を奪うこともあるといい、火取り魔の正体であるともいう。
奈良県天理市別所の伝説では、夜遅くなると、萩村の藪から砂かけ坊主が出たとされる。